# ULAS J153108.89+060111.1
ULAS J153108.89+060111.1 ist ein L0-Zwerg im Sternbild Schlange. Er wurde 2007 von Kendall et al. entdeckt.